# (8814) Rosseven
(8814) Rosseven (1983 XG) – planetoida z pasa głównego asteroid okrążająca Słońce w ciągu 5,67 lat w średniej odległości 3,18 au. Odkryta 1 grudnia 1983 roku.